# Bajthay Gabriella
Bajthay Gabriella névvariáns: Bajtai, Bajtay (Kolozsvár, 1917. június 1. – ? n. a. ) magyar színésznő.

## Életpályája
Magánszíniiskolában folytatott tanulmányokat, Vaszy Viktor fedezte fel. 1943-tól a Kolozsvári Nemzeti Színházban kezdte színészi pályáját. 1944-től a Szegedi Nemzeti Színházban, 1953-tól egy évadot Győrben a Kisfaludy Színházban játszott. 1954-től a Békés Megyei Jókai Színházhoz szerződött. 1957-től a kecskeméti Katona József Színház színésznője volt. 1959-től az egri Gárdonyi Géza Színház tagja volt. 1959-ben a hannoveri rádió meghívására Németországban vendégszerepelt, Farkas-, Szervánszky- és Kadosa- dalokat énekelt a rádióban és televízióban. Szerepformálását a könnyedség és a kifinomult előadásmód jellemezte. Operettek primadonna- és szubrett szerepeiben aratta legnagyobb sikereit, de énekelt operákban is, és prózai szerepeket is játszott.

## Fontosabb színpadi szerepeiből
- Huszka Jenő: Aranyvirág... Miss Ellen
- Huszka Jenő: Gül Baba... Leila
- Huszka Jenő: Bob herceg... Királynő
- Huszka Jenő: Lili bárónő... Clarissa
- Huszka Jenő: Mária főhadnagy... Antónia
- Kacsóh Pongrác: János vitéz... Iluska; Francia királylány
- ifj. Johann Strauss: Cigánybáró... Szaffi
- Charles Gounod: Faust... Siebel
- Pietro Mascagni: Parasztbecsület... Lolo
- Richard Wagner: Tannhäuser... Pásztorfiú
- Lehár Ferenc: Luxemburg grófja... Angéla
- Lehár Ferenc: A mosoly országa... Liza
- Kálmán Imre: A montmartre-i ibolya... Violetta
- Kálmán Imre: Cirkuszhercegnő... Fedora Palinska
- Kálmán Imre: Csárdáskirálynő... Szilvia; Cecília
- Jacobi Viktor: Leányvásár... Lucy
- Jacobi Viktor: Sybill... Nagyhercegnő
- Farkas Ferenc: Zeng az erdő... Nemes Bori
- Tabi László - Szigligeti Ede: Párizsi vendég... Adelaida
- Csizmarek Mátyás: Bújócska... Berta, Kovács felesége
- Baróti Géza - Dékány András: Dankó Pista... Blaha Lujza
- Kisfaludy Károly - Bálint Lajos - Nádassy László - Hajdu Júlia: Győz a szerelem... Liza
- Móricz Zsigmond: Nem élhetek muzsikaszó nélkül... Veronika, vígözvegy